# Rogelia Cruz Martínez
 (août 2025).
Si vous disposez d'ouvrages ou d'articles de référence ou si vous connaissez des sites web de qualité traitant du thème abordé ici, merci de compléter l'article en donnant les références utiles à sa vérifiabilité et en les liant à la section « Notes et références ».
Pour les articles homonymes, voir Cruz et Martínez.
Rogelia Cruz Martínez, née le 31 août 1940 à Guatemala (Guatemala) et morte le 11 janvier 1968 dans le département d'Escuintla (Guatemala) est une reine de beauté et militante de gauche guatémaltèque, membre de la Jeunesse patriotique du travail (en) (JPT), le mouvement de jeunesse du PGT, le parti communiste guatémaltèque.
Son engagement politique lui vaut d'être kidnappée et assassinée par un escadron de la mort d'extrême droite en 1968. 

## Biographie

### Études et concours de beauté
Étudiante en architecture à l'université de San Carlos, elle est élue Miss Guatemala durant ses années d'études en 1958 et elle représente le Guatemala au concours Miss Univers de 1959 à Long Beach en Californie. 

### Militantisme
En 1962, elle rejoint la guérilla conduite par le mouvement du 13 Novembre (en) (M-13) et les forces armées rebelles (FAR) contre le régime corrompu de Miguel Ydígoras Fuentes. En 1965, l'armée de terre guatémaltèque fouille la ferme dans laquelle elle vit avec ses sœurs et y découvre des armes et d'autres objets pouvant servir à la lutte armée. À la suite de cela, elle passe quelques mois en détention. À sa sortie de prison, elle trouve un nouveau foyer, un nouvel emploi, rejoint la Jeunesse patriotique du travail (en), rompt avec Carlos Batres Luna, son petit ami depuis cinq ans, et entame une relation avec Leonardo Castillo Johnson, un chef guérillero affilié au Parti guatémaltèque du travail. 

### Assassinat
En décembre 1967, elle est arrêtée pour une infraction au code de la route mais est libérée peu de temps après à la suite de menaces visant le juge chargé d'instruire son cas. Quelque temps plus tard, elle est enlevée par des militaires de la Main Blanche (en), un escadron de la mort d'extrême droite. Avant de la tuer, certains d'entre eux (dont le colonel Máximo Zepeda Martinez) l'auraient torturé et violé. Le 11 janvier 1968, son cadavre dénudé est retrouvé au pied d'un pont enjambant la rivière Michatoya (en) sur la route El Pacifico à proximité de la ville portuaire d'Iztapa. Son autopsie, en plus de mettre en évidence des signes de torture et d'agression sexuelle, relève qu'elle était enceinte. 

#### Réactions
Le Parti guatémaltèque du travail réagit violemment à l'annonce de la mort de Rogelia Cruz Martínez et organise une série de meurtres en représailles au cours de laquelle deux officiers américains (le colonel John D. Webber Jr. de l'US Army et le lieutenant commander Ernest Albert Munro Jr. de l'US Navy) sont abattus dans leur voiture par une rafale de pistolet-mitrailleur alors qu'ils rentraient déjeuner, le 16 janvier. Le lendemain, le président Julio César Méndez décrète l'état d'urgence pour une durée de trente jours. Le petit ami de Rogelia Cruz Martínez, Leonardo "Nayito" Castillo Johnson, est tué dans la répression organisée par son gouvernement. 
Le 28 août 1968, John Gordon Mein (en), l'ambassadeur des États-Unis au Guatemala (en) qui téléguidait nombre d'enlèvements dans le pays (dont potentiellement celui de Rogelia Cruz Martínez) est fusillé par les forces armées rebelles. 
Le 22 mars 1980, le colonel Máximo Zepeda Martinez qui avait joué un rôle actif dans l'enlèvement et le meurtre de Rogelia Cruz Martínez est tué lors d'une embuscade.